# Layla (Rapperin)
Layla (* 1997 oder 1998, bürgerlich Laila Darboe) ist eine deutsche Rapperin.

## Leben und Karriere
Layla wuchs mit deutsch-gambischen Wurzeln in Münster auf. Sie gab an, dass ihr Vater als Reggae-DJ aufgetreten sei und ihre Mutter in einem Gospelchor gesungen habe. Selber habe sie mit neun Jahren erste eigene Lieder geschrieben.
2019 begann sie über Instagram, kurze Songausschnitte zu veröffentlichen. Die damals veröffentlichte Musik wurde als gefühlvoller R’n’B-Gesang im Stil von SZA und Jhené Aiko beschrieben.
Sie veröffentlichte am Ende des Jahres eine Liveversion ihrer Debütsingle Choppa auf dem YouTube-Kanal Aboveground. Die Studioversion folgte im Januar 2020. Im Gegensatz zu den Instagram-Ausschnitten lässt die Single sich im Trap verorten. Produziert wurde sie von AgaJon. Zwei Wochen nach Veröffentlichung wurde die Single bereits 100.000 Mal gestreamt, was Layla mehrere Angebote von Labels bescherte, die sie ablehnte. Am Weltfrauentag 2020 erschien Hustla, ihre zweite Single. Laut.de beschrieb das Musikvideo dazu als „äußerst ästhetische Zelebration des weiblichen Körpers“. Der Text zu dem erneut von AgaJon produzierten Lied widme sich fragilen Männer-Egos. Mit den darauf folgenden Veröffentlichungen bediente sie verschiedenen Musikrichtungen. So handelt es sich bei 24/7 etwa um Bedroom-R’n’B und Blicke bedient sich Elementen der elektronischen Tanzmusik, während Massari Mami wieder mit 808-ähnlichen Bassdrums untermalt ist.
An ihrer 2021 erschienenen Debüt-EP Traboe wirkte unter anderem das Musikproduzentenduo Rascal mit. Im Musikvideo zum auf der EP vertretenen Lied Dichter wird gezeigt, wie OG Keemo ihr den Kopf rasiert. Vor dem Spiel Spanien gegen Schweiz im Rahmen der Europameisterschaft wurde der musikalisch von Laylas Raupe Nimmersatt begleitete Werbeclip der Apple-Kampagne Hinter dem Mac ausgestrahlt. Bei der 2022 veröffentlichten Single Pose handelt es sich um eine Hommage an die Ballroom-Szene der 80er-Jahre.
Die Single Savage, eine Zusammenarbeit mit Kalim, die später als Feature auf dessen Album T.O.T.Y. vertreten war, erreichte Platz 33 der deutschen Singlecharts. Festivalauftritte absolvierte Layla unter anderem auf dem Melt, dem Splash und dem Openair Frauenfeld. Sie lebt in Berlin.

## Diskografie
EPs
- 2021: Traboe

Singles
- 2020: Choppa
- 2020: Hustla
- 2020: 24/7
- 2020: Blicke
- 2020: So smooth
- 2021: Massari Mami
- 2021: Creamy
- 2021: Raupe Nimmersatt
- 2021: Savage (Kalim feat. Layla)
- 2022: Pose
- 2022: Beautiful (mit Sumpa & Hotboy Chado)
- 2022: All Of That (mit Agajon)